# Honda RA271
El Honda RA271 fue un chasis de Fórmula 1 diseñado por Yoshio Nakamura y Shoichi Sano bajo la dirección de Sōichirō Honda de Honda para Fórmula 1.
Este fue el primer coche de Fórmula 1 diseñado por un equipo japonés. Estuvo impulsado por un motor V12, considerado uno de los más potentes de la época. Sin embargo, este chasis solo se usó tres veces en 1964, conducido por Ronnie Bucknum; pero el monoplaza sirvió como base para el coche que ganó el Gran Premio de México de 1965.